# Violette Leduc
Violette Leduc (7 de abril de 1907 - 28 de maio de 1972) foi uma escritora francesa.

## Infância e educação
Ela nasceu em Arras, Pas de Calais, França, em 7 de abril de 1907. Ela era filha ilegítima de uma criada, Berthe Leduc, e de André Debaralle, filho de uma rica família protestante de Valenciennes, que se recusou a legitimá-la. Em Valenciennes, Violette passou a maior parte de sua infância sofrendo de baixa auto-estima, exacerbada pela hostilidade e proteção excessiva de sua mãe. Ela desenvolveu amizades ternas com sua avó Fideline e sua tia materna Laure. Sua avó morreu quando Leduc era criança.
Sua educação formal começou em 1913, mas foi interrompida pela Primeira Guerra Mundial . Após a guerra, ela foi para um internato, o Collège de Douai, onde teve relações lésbicas com sua colega de classe "Isabelle P", que Leduc posteriormente adaptou para a primeira parte de seu romance Ravages, e depois para Thérèse et Isabelle de 1966 . Durante seu tempo no Collège de Douai, ela foi apresentada ao que se tornaria suas primeiras paixões literárias: os clássicos russos, depois Cocteau, Duhamel, Gide, Proust e Rimbaud .
Em 1925, Leduc teve um caso com uma supervisora do Collège, Denise Hertgès, quatro anos mais velha. O caso foi descoberto mais tarde, levando a que Hertgès fosse demitida de seu emprego.

## Carreira e vida pessoal
Em 1926, Leduc mudou-se para Paris, junto com a mãe e o padrasto, e matriculou-se no Lycée Racine . No mesmo ano, ela foi reprovada no exame de bacharelado, o exame de conclusão do ensino médio na França, e começou a trabalhar como escriturária e secretária de recortes de imprensa na editora Plon, tornando-se posteriormente redatora de notícias sobre suas publicações. Ela continuou morando com Hertgès por nove anos nos subúrbios de Paris. A mãe de Violette, Berthe, encorajou suas relações homossexuais, acreditando que isso protegeria Violette de uma gravidez ilegítima.
Em 1927, Violette conheceu Jacques Mercier, sete anos mais velho que ela, em um cinema. Apesar de seu envolvimento com Denise Hertgès, Jacques Mercier perseguiu Violette continuamente. Esse triângulo amoroso é a base da trama de seu romance Ravages, em que Violette é representada pela personagem "Thérèse", Jacques Mercier por "Marc" e Denise Hertgès por "Cécile". O relacionamento de Violette com Denise terminou em 1935. Em 1939, Violette casou-se com Jacques Mercier. O casamento não teve sucesso e os dois se separaram. Durante a separação, Violette descobriu que estava grávida e quase perdeu a vida durante um aborto .
Em 1938, ela conheceu Maurice Sachs (futuro autor de Le Sabbat ), e em 1942, ele levou Violette para a Normandia, onde ela escreveu o manuscrito de seu romance L'Asphyxie . Nessa época, Violette também se envolveu com o comércio no mercado negro, o que lhe permitiu ganhar a vida. Em 1944, Violette viu Simone de Beauvoir e, em 1945, Violette deu a Beauvoir uma cópia do manuscrito de L'Asphyxie . Essa interação formou a base de uma amizade e orientação entre ela e a escritora que durou o resto de sua vida. Seu primeiro romance, L'Asphyxie ( Na prisão de sua pele ), foi publicado por Albert Camus para as Éditions Gallimard, e ganhou elogios de Jean-Paul Sartre, Jean Cocteau e Jean Genet . Sua amizade e amor por Maurice Sachs são detalhados em sua autobiografia La Bâtarde .
Em 1955, Violette publicou seu romance Ravages na editora Gallimard, mas o editor censurou a primeira seção de cento e cinquenta páginas do livro. Esta seção retratava os encontros sexuais ede Violette com sua colega de classe; Isabelle P. A Gallimard censurou esta seção rotulando-a de obscena. A parte censurada acabou sendo publicada como uma novela separada, Thérèse e Isabelle, em 1966. Outro romance, Le Taxi, causou polêmica por retratar o incesto entre um irmão e uma irmã. A crítica Edith J. Benkov comparou este romance com a obra de Marguerite Duras e Nathalie Sarraute .
O livro mais conhecido de Leduc, o livro de memórias La Bâtarde, foi publicado em 1964. Quase ganhou o Prêmio Goncourt e rapidamente se tornou um best-seller. Ela escreveu mais oito livros, incluindo La Folie en tête ( Mad in Pursuit ), a segunda parte de sua autobiografia literária.

## Doença, morte e legado
Leduc desenvolveu câncer de mama e morreu aos 65 anos, após duas operações. Ela morava em Faucon, Vaucluse, na época de sua morte.
Violette é um filme de drama biográfico francês de 2013 sobre Leduc. Foi escrito e dirigido por Martin Provost e exibido na seção de Apresentação Especial no Festival Internacional de Cinema de Toronto de 2013 .

## lista de trabalhos
- L'Asphyxie, 1946 ( In the Prison of Her Skin, trad. Derek Coltman, 1970).
- L'affamée, 1948.
- Devastações, 1955.
- La vieille fille et le mort, 1958.
- Trésors à prendre, suivi de Les Boutons dorés, 1960.
- La Bâtarde, 1964 ( La Bâtarde, trad. Derek Coltman, 1965).
- La Femme au petit renard, 1965 ( A Dama e a Pequena Pele de Raposa ).
- Thérèse et Isabelle, 1966 ( Thérèse e Isabelle, trad. Sophie Lewis, The Feminist Press, 2015.[11] )
- La Folie en tête, 1970 ( Mad in Pursuit, trad. Derek Coltman, 1971)
- Le Taxi, 1971 (The Taxi. [S.l.]: Hart-Davis MacGibbon. 1973. ISBN 9780246105851. OCLC 561312438
- La Chasse à l'amour, 1973.